# Ребёнок родился
Ребёнок родился: драма жизни до рождения в фотографиях (англ. A Child Is Born) ― иллюстрированная книга шведского фотожурналиста Леннарта Нильссона. Впервые книга была издана в 1965 году.

## Предыстория
В середине 1950-х годов Леннарт Нильссон начал экспериментировать с новыми фотографическими методами, чтобы сделать снимки с крупным планом. Эти достижения в сочетании с очень тонкими эндоскопами, которые стали доступны в середине 1960-х годов, позволили ему сделать потрясающие фотографии живых кровеносных сосудов человека и полостей тела. Эти фотографии составили часть книги «Ребенок родился» (1965); изображения из книги были воспроизведены в издании «Life» от 30 апреля 1965 года, в котором за первые четыре дня после публикации было продано восемь миллионов экземпляров. Некоторые из этих фотографий позже были включены на проект Вояджер.
В интервью, опубликованном PBS, Нильссон объяснил, как он получил фотографии живых плодов во время медицинских процедур, включая лапароскопию и амниоцентез, и рассказал, как он смог осветить внутреннюю часть матки матери. Описывая съёмку, которая произошла во время хирургической процедуры в Гётеборге, он заявил: 

«Плод двигался, не сильно сосал большой палец, но он двигался, и вы могли видеть все — сердцебиение и пуповину и так далее. Это было очень красиво, очень красиво!»
.
Однако Кембриджский университет утверждает, что Нильссон фактически фотографировал материал абортов, работа с мертвыми эмбрионами позволила Нильссону экспериментировать с освещением, фоном и позициями, например, поместить большой палец в рот плода. Но происхождение картин редко упоминалось даже активистами антиабортного движения. Однако сам Нильссон предложил дополнительные объяснения источникам своих фотографий в других интервью, заявив, что он иногда использовал эмбрионы выкидышей в результате внематочной или эктопической беременности.

## Содержание
Книга состоит из фотографий, показывающих развитие человеческого эмбриона и плода от зачатия до рождения; Сообщается, что это самая продаваемая иллюстрированная книга из когда-либо изданных. Фотографии Нильссона сопровождаются написанным врачами текстом, описывающим пренатальное развитие и предлагающим советы по дородовой помощи. Эти изображения были одними из первых изображений развивающихся плодов.
Книга состоит из двух тем: в первой теме одна серия фотографий и сопроводительный текст отражают развитие плода от зачатия до рождения. Здесь на фото показано, что сперма движется к яйцеклетке, затем проиллюстрированы деление клеток, имплантация и развитие эмбриона. Во второй теме изображена женщина во время беременности и её муж.

## Влияние
Американский журнал Life отметил публикацию книги «Ребенок родился» публикацией в выпуске журнала от 30 апреля 1965 года 16 фотографий из этой книги. Снимки одновременно публиковались в газетах Sunday Times и Paris Match. Все восемь миллионов печатных копий журнала Life с изображениями были распроданы за четыре дня.
Изображения из книги были отправлены в космос на борту космических аппаратов Вояджер-1 и Вояджер-2.
Фотографии сыграли важную роль в дебатах об абортах. Сам Нильссон отказался комментировать происхождение некоторых фотографий, которые на самом деле включали множество изображений прерванных беременностей и выкидышей.

## Издание на русском языке
В России книга была издана в 2007 году.